# 조안 우마리
조안 우마리(1988년 8월 19일 ~ )는 레바논의 축구 선수로 포지션은 수비수이며 현재 J1리그 FC 도쿄 소속이다.

## 선수 경력

### 클럽
2006년 베를린 리가의 퓌히세 베를린 라이니켄도르프에 데뷔하여 53경기 6골을 기록하며 2007-08 시즌 베를린 리가 우승을 이끌었고 2008년 레기오날리가의 SV 바벨스베르크 03으로 이적하여 54경기 1골을 기록하면서 2008-09 브란덴부르크컵 우승, 레기오날가 2009-10 시즌 우승을 일궈냈으며 2011년 독일 3부 리그의 로트바이스 에르푸르트로 트레이드된 후 62경기 3골을 기록했다.
그 뒤 2013년 독일 2부 리그의 FSV 프랑크푸르트로 이적하여 69경기 2골을 기록하며 팀의 2시즌 연속 2부 리그 잔류에 일조한 후 2016년 터키 쉬페르리그의 시바스스포르로 이적하였지만 2015-16 시즌 1부 리그 16위에 그치며 2부 리그로 강등되었고 2016-17 시즌 2부 리그에서 리그 13경기에 출전한 뒤 시즌 도중 UAE 프로리그의 알나스르 SC로 이적 후 34경기 2골을 뽑아내며 2016-17 UAE 프레지던트컵 준우승에 일조했다.
그리고 2018년 J1리그의 사간 도스로 6개월 임대 이적 후 11경기에 출전하여 팀의 1부 리그 잔류에 일조했고 2019년 비셀 고베로 트레이드된 후 5경기 출장에 그쳤지만 팀의 2019년 일왕배 우승을 맛보았으며 2020년 FC 도쿄로 이적 후 그 해에 열린 J리그컵에서 팀의 우승의 감격을 누렸다.

### 국가대표팀
2013년 9월 7일 시리아와의 친선 경기에서 후반 10분 교체 투입을 통해 국제 A매치 데뷔전을 치렀으나 교체 투입된지 7분만에 레드카드를 받고 다이렉트 퇴장을 당하는 수모를 겪었다.
그 뒤 2015년 11월 12일 라오스와의 2018년 FIFA 월드컵 아시아 지역 2차 예선 G조 6차전에서 A매치 데뷔골을 30m 환상적인 발리킥으로 터뜨리며 팀의 7-0 승리를 도왔고 닷새 후 북마케도니아와의 친선 경기에서도 결승골을 터뜨리며 1-0 승리에 기여했다.
이후 2018년 12월 2019년 AFC 아시안컵 본선 엔트리에 합류하여 조별리그 3경기를 모두 풀타임으로 뛰었지만 팀은 D조 3위인 베트남과 승률과 득실차에서 모두 동률(1승 2패/4득점·5실점)을 이뤘음에도 불구하고 페어플레이 점수에서 밀려나면서 사상 첫 아시안컵 16강 토너먼트 진출이 좌절되었다.
그리고 2019년 9월 5일 북한과의 2022년 FIFA 월드컵 아시아 지역 2차 예선 H조 1차전 경기를 앞두고 대표팀에 합류했고 이후 2021년 6월 5일 스리랑카와의 H조 4차전에서 멀티골을 터뜨리며 팀의 3-2 승리를 안겼다.

## 통계
| 레바논 | 레바논 | 레바논 |
| 연도   | 출전   | 골     |
| ------ | ------ | ------ |
| 2013   | 1      | 0      |
| 2014   | 0      | 0      |
| 2015   | 8      | 2      |
| 2016   | 4      | 0      |
| 2017   | 2      | 0      |
| 2018   | 3      | 0      |
| 2019   | 3      | 0      |
| 합계   | 21     | 2      |